# Шомениль
Шомени́ль (фр. Chaumesnil) — коммуна во Франции, находится в регионе Шампань — Арденны. Департамент — Об. Входит в состав кантона Сулен-Дюи. Округ коммуны — Бар-сюр-Об.
Код INSEE коммуны — 10093.
Коммуна расположена приблизительно в 175 км к востоку от Парижа, в 70 км южнее Шалон-ан-Шампани, в 40 км к востоку от Труа.

## Население
Население коммуны на 2008 год составляло 84 человека.
| 1962 | 1968 | 1975 | 1982 | 1990 | 1999 | 2008 |
| ---- | ---- | ---- | ---- | ---- | ---- | ---- |
| 82   | 91   | 82   | 63   | 72   | 82   | 84   |

## Экономика
В 2007 году среди 58 человек в трудоспособном возрасте (15—64 лет) 42 были экономически активными, 16 — неактивными (показатель активности — 72,4 %, в 1999 году было 81,6 %). Из 42 активных работали 38 человек (21 мужчина и 17 женщин), безработных было 4 (3 мужчины и 1 женщина). Среди 16 неактивных 4 человека были учениками или студентами, 8 — пенсионерами, 4 были неактивными по другим причинам.